# ロバート・B・レイトン

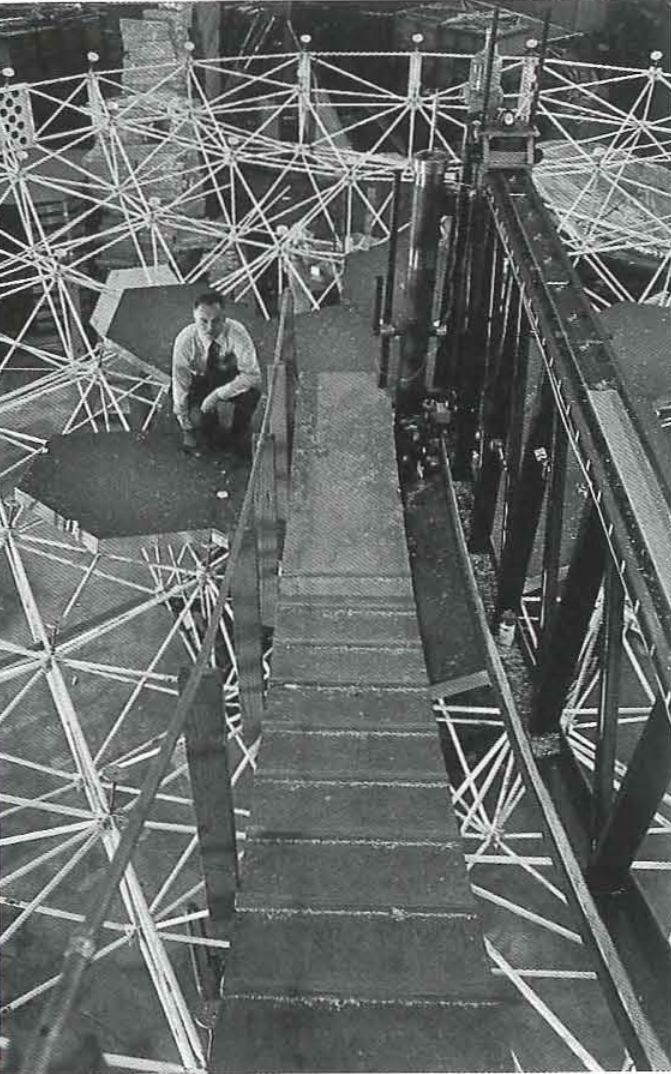
1974年、カリフォルニア工科大学で10.4メートル電波望遠鏡を構築中のレイトン

ロバート・ベンジャミン・レイトン（Robert Benjamin Leighton、1919年9月10日 - 1997年3月9日）は、アメリカ合衆国の物理学者である。キャリアの大半をカリフォルニア工科大学の教員として過ごした。研究分野は固体物理学、宇宙線物理学、創始期の現代素粒子物理学、太陽物理学、赤外線天文学、電波天文学におよぶ。

## 生涯
レイトンはミシガン州デトロイトで1919年9月10日に生まれた。父親は自動車メーカーのための金型を作っていた。一家でワシントン州シアトルに引っ越した後、両親は離婚した。父親はデトロイトに戻り、レイトンは母親とともにロサンゼルスのダウンタウンに移った。母親はホテルのメイドとして生計を立てた。
レイトンはロサンゼルス・シティー・カレッジに2年間通った後、1939年にカリフォルニア工科大学に入学し、1941年に電気工学の学士号を取得した。その後物理学に転向し、1944年に修士号、1947年に博士号を取得した。博士論文は面心立方結晶の比熱についてだった。レイトンは大学入学後も母親とともに暮らし、ケロッグ研究所のX線装置構築の仕事をして家計を支えた。
1949年にカリフォルニア工科大学の教員になった。1970年から1975年まで物理学・数学・天文学の学部長を務めた。1959年に出版された"Principles of Modern Physics"（現代物理学原理）は、多くの大学で教科書として使われた。

## リチャード・ファインマンとの関係
カリフォルニア工科大学における同僚のリチャード・P・ファインマンとは、個人的に親しい友人だった。1964年から1966年にかけて、レイトンはファインマンの物理学の講義を録音したものを元に『ファインマン物理学』(The Feynman Lectures on Physics)を刊行した。また、ロビー・フォークトと共同で、『ファインマン物理学』に付属する問題集を作成した。
レイトンの息子の一人のラルフもまたファインマンの親友であり、7年間にわたるインタビューを元にした『ご冗談でしょう、ファインマンさん』を編集するなどファインマンの著作に協力したほか、『ファインマンさん最後の冒険』(Tuva or Bust!)などを執筆している。

## 科学における業績
カリフォルニア工科大学に58年間在籍していたレイトンは、非常に独創的な物理学者・天体物理学者として知られていた。
レイトンは、電磁スペクトルの新しい部分を観測するための難題を克服する方法を模索し、解決法が見つかれば、暇を見つけてそのための装置を作り、自分だけでなく他の人も使えるようにした。レイトンは、宇宙線の衝突による新たな生成物を特定し測定するために霧箱を改良した。素粒子物理学の創始期において、ミュー粒子の崩壊モードを研究し、数個のストレンジ粒子を観測した。1949年、ミュー粒子の崩壊生成物がニュートリノ2個と電子1個であることを示し、崩壊電子のエネルギースペクトルを初めて測定した。1950年、それ以前にイギリスで2回観測されていたストレンジ粒子の崩壊の観測を行った。その後7年の間に、レイトンは新たなストレンジ粒子、特にラムダ粒子、グザイ粒子、シータ粒子（現在はK中間子と呼ばれる）の質量、寿命、崩壊モード、エネルギーなど多くの性質を明らかにした。
その後、物理学から天体物理学に対象を広げ、現代天文学の構築に貢献した。1956年頃、レイトンは太陽の外層の物理学に興味を持つようになった。レイトンは、ドップラー効果とゼーマン効果を利用したカメラを考案し、太陽の磁場や速度場の研究に応用され、大きな成功を収めた。レイトンはゼーマンカメラにより、太陽磁場の複雑なパターンを高い解像度で描き出した。これにより、太陽の表面が約5分の周期で振動していることと、水平対流電流の超粒状斑を発見した。これらはその後、太陽内部に閉じ込められた音響波として認識され、日震学と太陽磁気対流という新しい学問分野を切り開いた。
1960年代初め、レイトンは8個の硫化鉛光検出器を並べた、奇抜で安価に構築できる赤外線望遠鏡を開発した。この光検出器は軍需産業の余剰品で、サイドワインダーミサイルの熱探知誘導システム用に開発されたものだった。レイトンはこの望遠鏡をウィルソン山天文台に設置して、1965年からゲリー・ノイゲバウアーと共に全天の約70パーセントを掃天観測した。これが赤外線天文学という分野の始まりだった。この成果は1969年に『2ミクロン・スカイ・サーベイ』（カルテック赤外線カタログ）として発表された。これには5,612個の赤外線天体が収録されており、その大半はそれまで天体カタログに載っていなかったものである。
レイトンは1950年代半ばに天体撮影用の写真装置を開発し、60インチと100インチの望遠鏡により、当時最高の惑星の写真を撮影した
。1960年代半ばには、NASAジェット推進研究所(JPL)の火星探査衛星マリナー4号、マリナー6号と7号の画像科学調査チームのリーダーを務めた。1964年に打ち上げられたマリナー4号の開発では、JPL初の深宇宙用デジタルテレビシステムの開発の指揮を執った。また、画像データのデジタル化による初期の画像処理技術にも貢献した。1967年にアメリカ航空宇宙学会から宇宙科学賞を、1971年にNASAから特別科学功労賞を授与された。
1970年代には、レイトンの興味は、マイクロメータからミリメーターまでの波長域を分光する大型で安価な電波望遠鏡の開発へと移っていった。レイトンが構築した電波望遠鏡は「レイトン電波望遠鏡」（レイトン・ディッシュ）と呼ばれ、現在もカリフォルニアのオーエンスバレー電波天文台で使われている。ハワイ・マウナケアのカルテクサブミリ波天文台にもあったが、2015年に同天文台は廃止され、2022年までに施設が解体された。
レイトンは全米科学アカデミーの会員に選出されており、同アカデミーの宇宙科学委員会の委員も務めた。

## 晩年と死後
レイトンは1985年に教壇から退き、1990年に退職して名誉教授となった。
レイトンは1997年3月9日に死去した。同年3月14日、『ニューヨーク・タイムズ』紙にレイトンの追悼記事が掲載された。レイトンが子供の頃によく行っていたロサンゼルス中央図書館では、その死後すぐにレイトンに関する展示とシンポジウムが開かれた。
2009年、火星の大シルチス台地にある直径66キロメートルのクレーターにレイトンの名が付けられた。

## 受賞歴
- 1972年 - リヒトマイヤー記念賞
- 1986年 - ランフォード賞
- 1988年 - ジェームズ・クレイグ・ワトソン・メダル